# Helena Boettcher
Helena Boettcher es una deportista polaca que compitió en luge. Ganó una medalla de plata en el Campeonato Mundial de Luge de 1958, en la prueba individual.

## Palmarés internacional
| Campeonato Mundial | Campeonato Mundial | Campeonato Mundial | Campeonato Mundial |
| Año                | Lugar              | Medalla            | Prueba             |
| ------------------ | ------------------ | ------------------ | ------------------ |
| 1958               | Krynica (Polonia)  | Medalla de plata   | Individual         |